# Berkut Aero
Berkut Aero is een Kazachse luchtvrachtmaatschappij met haar thuisbasis in Almaty.

## Geschiedenis
Berkut Aero is opgericht in 2006.

## Vloot
De vloot van Berkut Aero bestaat uit:(jan.2007)
- 1 Ilyushin IL-76TD